# Maurice Brocco
Marie Maurice Brocco (Fismes, 28 de enero de 1883-Mûrs-Erigné, 26 de junio de 1965) fue un deportista francés que compitió en ciclismo en la modalidad de pista. Ganó una medalla de bronce en el Campeonato Mundial de Ciclismo en Pista de 1907, en la prueba de medio fondo.

## Medallero internacional
| Campeonato Mundial | Campeonato Mundial | Campeonato Mundial | Campeonato Mundial |
| Año                | Lugar              | Medalla            | Competición        |
| ------------------ | ------------------ | ------------------ | ------------------ |
| 1907               | París (Francia)    | Medalla de bronce  | Medio fondo (A)    |

## Palmarés
- 1908
  - 1.º en la Herve-Tirlemont-Herve
  - Vencedor de una etapa al Gran Premio Wolber
- 1909
  - 1.º en la Rennes-Brest
- 1910
  - 1.º en la París-Bruselas
- 1911
  - Vencedor de una etapa del Tour de Francia
- 1914
  - 1.º en la París-Nancy
- 1920
  - 1.º en los Seis días de Nueva York, con Willy Coburn
- 1921
  - 1.º en los Seis días de Nueva York, con Alfred Goullet
- 1923
  - 1.º en los Seis días de Chicago, con Oscar Egg
- 1924
  - 1.º en los Seis días de Nueva York, con Marcel Buysse